# Eotmethis ningxiaensis
Eotmethis ningxiaensis är en insektsart som beskrevs av Zheng, Z. och Peng Fu 1989. Eotmethis ningxiaensis ingår i släktet Eotmethis och familjen Pamphagidae. Inga underarter finns listade i Catalogue of Life.